# Gmina Velipojë
Gmina Velipojë (alb. Komuna Velipojë) – gmina położona w północno-zachodniej części kraju. Administracyjnie należy do okręgu Szkodra w obwodzie Szkodra. Jej powierzchnia wynosi 7240 ha. W 2012 roku populacja wynosiła 8718 mieszkańców. 
W skład gminy wchodzi dziewięć miejscowości: Velipoja, Pulaj, Luarz, Baks-Rjoll, Gomsiqe, Baks i Ri, Rec i Ri, Ças, Mali i Kolajv.